# Пуэрто-Арика
Пуэрто-Арика (исп. Puerto Arica) — муниципалитет на юге Колумбии, в составе департамента Амасонас.

## Географическое положение

Муниципалитет Пуэрто-Арика

Муниципалитет расположен в южной части департамента. Граничит на севере с муниципалитетами Пуэрто-Сантандер и Мирити-Парана, на востоке — с муниципалитетами Ла-Педрера и Тарапака, на западе — с муниципалитетом Ла-Чоррера, на юго-западе — с муниципалитетом Эль-Энканто. Южная административная граница совпадает с участком государственной границы Колумбии и Перу и проходят по реке Путумайо, северная административная граница проходит по реке Кауинари. Абсолютная высота поселения Пуэрто-Арика — 96 метров над уровнем моря.

## Население
По данным Национального административного департамента статистики Колумбии, численность населения муниципалитета в 2012 году составляла 1380 человек.
Динамика численности населения муниципалитета по годам:
| 2005 | 2006 | 2007 | 2008 | 2009 | 2010 | 2011 | 2012 |
| ---- | ---- | ---- | ---- | ---- | ---- | ---- | ---- |
| 1440 | 1432 | 1425 | 1416 | 1408 | 1399 | 1389 | 1380 |

Согласно данным переписи 2005 года мужчины составляли 51,8 % от населения Пуэрто-Арики, женщины — соответственно 48,2 %. В расовом отношении индейцы составляли 77,9 % от населения муниципалитета; белые и метисы — 21,6 %; негры и мулаты — 0,5 %.
Уровень грамотности среди местного населения составлял 88,6 %.

## Экономика
42,9 % от общего числа муниципальных предприятий составляют предприятия торговой сферы, 42,9 % — промышленные предприятия, 14,3 % — предприятия сферы обслуживания.